# Estlands damlandslag i volleyboll
Estlands damlandslag i volleyboll representerar Estland i volleyboll på damsidan sedan 1991. Laget organiseras av det estländska förbundet, Eesti Võrkpalli Liit. Laget debuterade 2019 i europamästerskapet i volleyboll för damer. De har spelat i European Silver League ett flertal gånger.